# مانويل سموريس
مانويل سموريس (بالإسبانية: Manuel Smoris)‏ (11 يوليو 1907 – القرن الـ20) هو ملاكم أوروغواياني راحل، مثّل بلاده في الألعاب الأولمبية الصيفية 1924.

## روابط خارجية
مانويل سموريس على موقع أوليمبيديا (الإنجليزية)